# Řád dvou řek
Řád dvou řek (arabsky: وسام الرافدين, Wisam al-Rafidain) bylo irácké státní vyznamenání založené roku 1922 prvním iráckým králem Fajsalem I. Udílen byl za civilní i vojenské zásluhy. Po pádu monarchie jej do 80. let 20. století udílela i Irácká republika. Naposledy jej udělil Saddám Hussajn 1. dubna 2003 jen několik dní před pádem jeho režimu.

## Historie
Řád byl založen roku 1922 prvním iráckým králem Fajsalem I. při příležitosti výročí prvního roku jeho vlády. Název řádu odkazuje na dvě největší irácké řeky, Eufrat a Tigris. Udílen byl za mimořádné civilní i vojenské služby státu. Po pádu monarchie byl status řádu zákonem č. 87 ze dne 24. května 1959 reformován. Vzhled řádu byl poté pozměněn v roce 1963. V udílení řádu v jeho reformované podobě bylo pokračováno až do 80. let 20. století. Během války v zálivu jej 1. dubna 2003 naposledy udělil Saddám Husajn a to celé 45. brigádě za obranu přístavního města Umm Qasr.

## Třídy
Řád byl udílen ve čtyřech řádných třídách, z nichž každá byla udílena ve dvou divizích, civilní a vojenské. K řádu náležela také medaile. V roce 1968 byla k řádu přidána nejvyšší speciální třída řetězu.
- řetěz (od roku 1968)

- I. třída (velkokříž) – Řádový odznak se nosil zavěšený na široké stuze spadající z ramene na protilehlý bok. Řádová hvězda se nosila na hrudi.
- II. třída – Řádový odznak se nosil na stuze kolem krku. Řádová hvězda se nosila na hrudi.
- III. třída – Řádový odznak se nosil na stuze s rozetou na hrudi. Řádová hvězda této třídě již nenáležela.
- IV. třída – Řádový odznak se nosil na stuze na hrudi.
- medaile

## Insignie
Do roku 1959 měl řádový odznak tvar sedmicípé hvězdy s červeně smaltovanými cípy. Cípy byly zakončeny kuličkou. Na hvězdu byl položen věnec z bíle smaltovaných lotosových květů, které střídaly zeleně smaltované listy. Uprostřed byl kulatý medailon s královskou korunou položenou na modře smaltovaném pozadí. Lem medailonu tvořil široký bíle smaltovaný zlatě lemovaný kruh s nápisem v arabském písmu Irácké království • vlastenectví je víra. Ke stuze byl odznak připojen pomocí přechodového prvku ve tvaru vavřínového věnce, do kterého byly v případě vojenské divize ještě přidány zkřížené meče. Na zadní straně byl v kruhu nápis Spravedlnost je základem království • Fajsal I. •1345 A. H.
Od roku 1959 měla řádový odznak tvar osmicípé hvězdy. V medailonu byla královská koruna nahrazena stříbrným orlem, který se svým vzhledem shodovala se státním znakem Iráku. Pozměněn byl i nápis na Irácká republika • vlastenectví je víra. Na zadní straně byl nápis změněn na dvě řeky • 1377 A. H.
Do roku 1959 měla řádová hvězda podobu sedmicípé hvězdy s cípy složenými z paprsků, na které byl umístěn řádový odznak. Od roku 1959 byla hvězda osmicípá.
Stuha byla z tmavě červeného moaré. V případě vojenské divize byla na obou okrajích černě lemována a s černým pruhem procházejícím jejím středem. V případě civilní verze byla bez krajového lemování a procházely jí dva úzké pruhy v černé barvě.